# Sorlaci (Foča-Ustikolina, BiH)
Sorlaci su naseljeno mjesto u općini Foči-Ustikolini, FBiH, BiH. Daytonskim sporazumom naselje Sorlaci našlo se u dva entiteta, pa u Federaciji BiH postoje Sorlaci (Foča, BiH). Nalaze se istočno od Drine.
Naselje Gabelići 1962. pripojeno je Sorlacima (Sl.list NRBiH, br.47/62).

## Stanovništvo
| Narod     | Popis 1961. | Popis 1971. | Popis 1981. | Popis 1991. | Popis 2013. |
| --------- | ----------- | ----------- | ----------- | ----------- | ----------- |
| Hrvati    |             |             |             | 1           |             |
| Muslimani | 124         | 225         | 202         | 138         |             |
| Srbi      | 29          | 20          | 17          | 11          |             |
| ostali    | 15          | 1           |             |             |             |
| Ukupno    | 168         | 246         | 219         | 150         | 0           |